# Gypona postica
Gypona postica är en insektsart som beskrevs av Walker 1858. Gypona postica ingår i släktet Gypona och familjen dvärgstritar. Inga underarter finns listade i Catalogue of Life.